# Angela Ciaburri
Angela Ciaburri (Salerno, 18 luglio 1988) è un'attrice italiana.

## Biografia
Si diploma alla scuola di recitazione del  Teatro Stabile di Genova e, quasi contemporaneamente, consegue la laurea in Scienze giuridiche. Negli anni entra in contatto con grandi maestri del teatro come Annabella Cerliani, Renato Carpentieri, Marco Sciaccaluga, Valerio Binasco, Massimo Mesciulam: prima come insegnanti, poi come registi di spettacoli a cui prende parte.
Successivamente consegue la seconda laurea in Discipline delle arti della musica e dello spettacolo e, contestualmente, fonda una compagnia, con cui comincia un percorso di ricerca e sperimentazione.  
Nel 2016 debutta davanti alla macchina da presa diretta da Marco Tullio Giordana, poi da Silvio Soldini; ma è Gomorra 3 la serie,diretta da Claudio Cupellini e Francesca Comencini a renderla nota al grande pubblico. Nel frattempo continua il lavoro in teatro con la compagnia Carrozzeria Orfeo, con Cous cous Klan  e con il Teatro Argentina di Roma. 
La troviamo nel ruolo di Betta nella serie Noi per Cattleya e Rai, regia di Luca Ribuoli e Resta con me per la regia di Monica Vullo. Nel 2022 prende parte al film per il cinema Girasoli con la regia di Catrinel Marlon, attualmente su Sky e alla serie-tv Clan-scegli il tuo destino per la piattaforma di Raiplay.  
In teatro è stata ultimamente impegnata con la tournée di Chilometro_42 prima sua regia, in cui si trova da sola in scena a raccontare la storia di Kathrine Switzer, e con l'allestimento di Marshmallows- scendono giù che è una meraviglia, scritto e diretto da lei stessa, che ha vinto il premio alla miglior regia al festival Indivenire. 

## Teatro
- Marhsmallows- scendono giù che è una meraviglia, regia di A. Ciaburri (2024/2025)
- Chilometro_42, regia di A. Ciaburri (2022/2024)
- Un tram chiamato desiderio, regia di P. L. Pizzi (2019-2020)
- Cous cous klan, regia di G. Di Luca, A. Tedeschi, M. Setti (2017-2019)
- Il capitale, regia di Marco Lucchesi (2018)
- Enea in viaggio, regia di Emanuela Giordano (2017)
- Two di J.Cartwright, regia di Massimo Mesciulam (2017)
- Il sindaco del rione sanità, regia di Marco Sciaccaluga (2016)
- George Dandin di Moliere, regia di Massimo Mesciulam (2015)
- Dittico Pinteriano di Harold Pinter, regia di Massimo Mesciulam (2014)
- Franco Quinto di Friedrich di Dürrenmatt, regia di Lorenzo Loris (2013)
- L’amante di Harold Pinter, regia di Massimo Mesciulam (2012)
- La huelga de las escobas, regia di Mario Jorio (2012)
- Macbeth di Shakespeare, regia di Massimo Mesciulam (2012)
- Margarete in aix di Peter Haks, regia di Anna Laura Messeri (2011)
- Le diable amoreux di Cazotte, regia di S.S. Notarbartolo e Renato Carpentieri (2010)
- L’Orso di Cechov, regia di Renato Carpentieri (2010)

## Filmografia

### Cinema
- Due soldati, regia di Marco Tullio Giordana (2017)
- Il colore nascosto delle cose, regia di Silvio Soldini (2017)
- Yara, regia di Marco Tullio Giordana (2021)
- Girasoli, regia di Catrinel Marlon (2023)

### Televisione
- Gomorra - La serie – serie TV  (2017)
- Christian, regia di Stefano Lodovichi - serie TV (2022)
- Noi, regia di Luca Ribuoli – serie TV  (2022)
- Resta con me, regia di Monica Vullo – serie TV (2023)
- Clan- scegli il tuo destino, regia di Alessandro Marzullo- serie tv (2024)